# هوائي حلقي

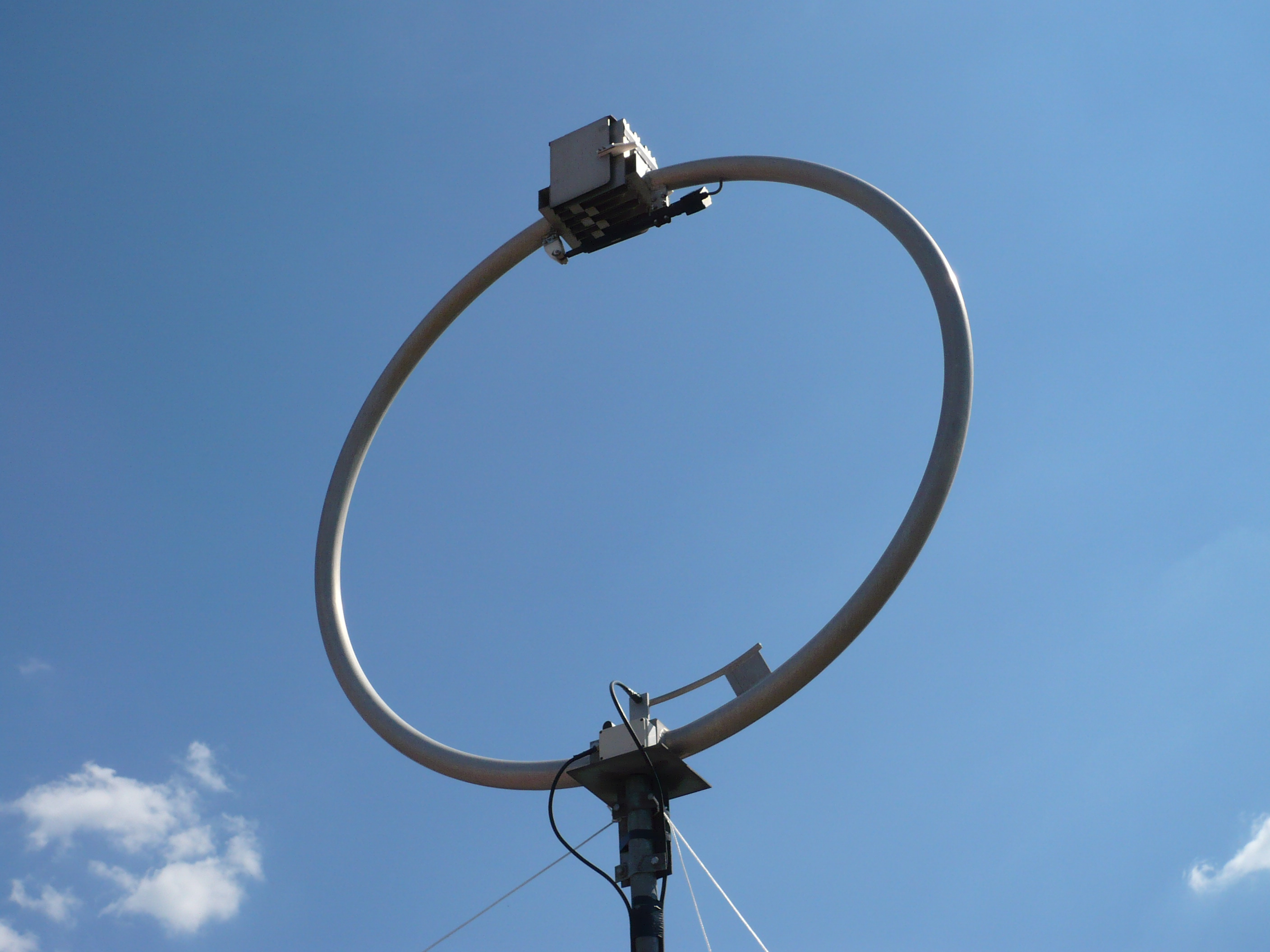
هوائي حلقي مع موفق الموجة لتردد 1,75 حتى 30 ميجاهيرتز.

هوائي حلقي (بالإنجليزية: Loop antenna) هو هوائي مكون من سلك في شكل دائرة أو ملفوف على برواز خشبي رأسيا في عدة لفات (أنظر الشكل). يبلغ أرتفاع البرواز عادة 30 سنتيمتر، ويقوم باستقبال الموجات الكهرومغناطيسية الطويلة والمتوسطة. وهو يعتبر «هوائي مغناطيسي»، أي ينتج أو يستقبل أساسا جزء الحقل المغناطيسي للموجة الكهرومغناطيسية.

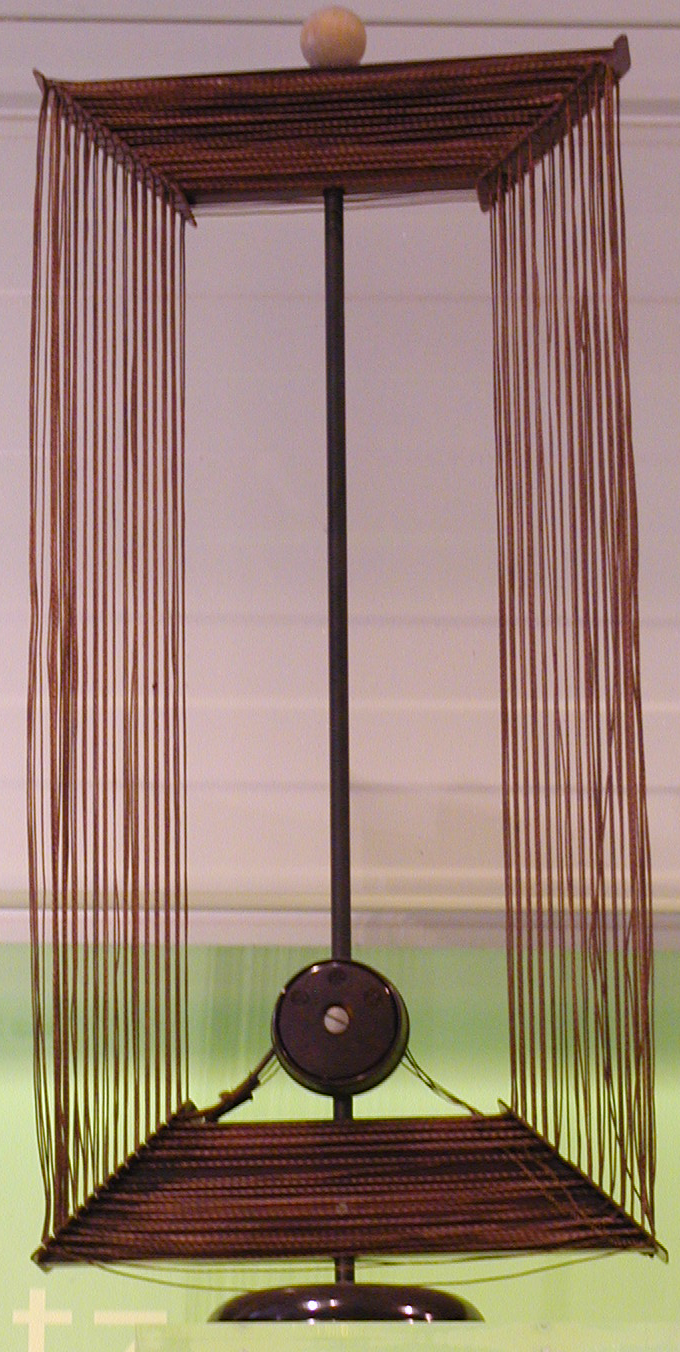
هوائي بروازي كان يستخدم في مطلع اختراع الراديو.

## تكوينه
يكون محيط الهوائي الحلقي عادة أقل كثيرا من نصف الموجة المراد استقبالها. ومن خصائص الهوائي الحلقي أن توزيع التيار الكهربائي الحادث فيه يكون متساويا، هذا بعكس هوائي ثنائي الأقطاب الذي يكون الجهد أعلى ما يمكن عند طرفيه في حين أن يكون التيار في وسطه قيمة قصوى. ومقاومته تكون صغيرة وتبلغ بين 130 و 1 أوم بحسب عدد اللفات. ولكي يتم استقبال الموجة الكهرومغناطيسية يوفق الهوائي عن طريق توصيله بمكثف دوراني على التوازي. وعند حدوث الرنين (التوافق) يبقى الهوائي حساسا للاستقبال.
وكما هو الحال مع الهوائيات المغناطيسية فيتميز الهوائي الحلقي بأنه حساس لاتجاه قدوم الموجات إليه - فإذا كانت حلقة رأسية فيكون لها حساسية على شكل (8) في الاتجاه الأفقي.
وتوضح الهوائي الحلقي لظاهرة الحث حيث يكون جهد الحث متناسبا طرديا مع تغير التيار المتسبب في الحث. وعن طريق جعل دائرة الهوائي كبيرة مع زيادة عدد اللفات يمكن التوصل إلى جهد حث كبير.
يمكن للهوائي الإرسال أيضا: إذا أمررنا فيه تيارا مترددا فيحدث حوله حقلا متغيرا وتخرج منه موجة كهرومغناطيسية.

## تطبيقاته
كانت الهوائيات الحلقية تستخدم في الماضي للاستقبال وإرسال الموجات القصيرة على السفن، وكانت تدار لضبط اتجاه قدوم الموجة الراديوية أو إتجاه الإرسال. واستغلت الهوائيات الحلقية لتحديد اتجاه مصدر الإرسال. فتكون الإشارة القادمة أقوى ما يمكن عندما يكون مستوى الحلقة في اتجاه المرسل. وإذا كان اتجاه مستوى الحلقة عموديا على اتجاه قدوم الموجة فيصل استقبالها إلى الصفر.
لا تزال لاستقبال الراديو تستخدم هوائيات حلقية ويكون اتساع حلقتها نحو 10 سنتيمتر. وهو يوضع بجوار جهاز الاستقبال أو عليه ويتم توجيهه للحصول على أحسن نتيجة.
يقوم بعض هواة استقبال الراديو ببنا هوائيهم الخاص لاستقبال الموجات المتوسطة وكذلك الموجات القصيرة. وأحيانا تصل حلقة الهوائي عدة أمتار لزيادة الحساسية.
كذلك تستخدم الهوائيات الحلقية لقياس تأثير الموجات الكهرومغناطيسية على العاملين والسكان بالقرب من هوائيات البث.

## وصفه الرياضي

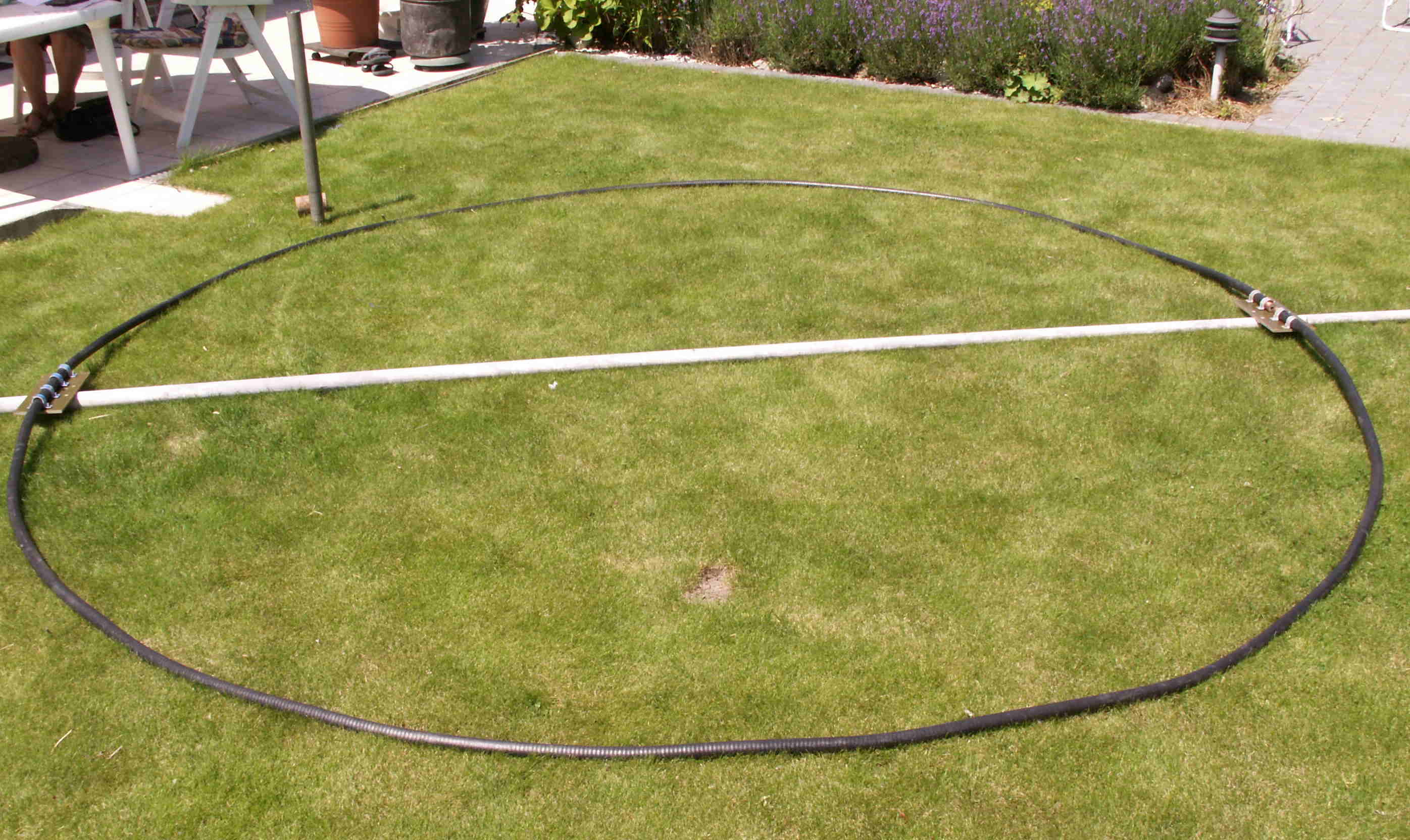
هوائي حلقي يقوم ببنائه هواة استقبال الراديو، قبل نصبه.

إذا كان الجهد Ue عند طرفيه، ومقاومة البث Rs والحث
L للهوائي الحلقي فتصفه المعادلة التالية:
{\displaystyle U_{\mathrm {e} }={\frac {2\pi nA}{\lambda }}E} ,
حيث:
E = شدة المجال الكهربائي للموجة الساقطة
λ = طول الموجة،
A = مساحة الهوائي،
n = عدد اللفات.
أي أن الجهد الناشئ يتناسب مع مطال المجال الكهربائي للموجة. كما يشتد الجهد أيضا بزيادة مساحة الحلقة وعدد اللفات.
وبالنسبة لمقاومة البث فتبنق عليها المعادلة:
{\displaystyle R_{\mathrm {s} }={\frac {2}{3}}Z_{\mathrm {0} }\pi \left({\frac {2\pi nA}{\lambda ^{2}}}\right)^{2}}
ومعادلة الحث:
{\displaystyle L=\mu _{0}n^{2}{\frac {d_{\mathrm {r} }}{2}}\ln \!\!\left({\frac {d_{\mathrm {r} }}{d_{\mathrm {D} }}}\right)}
حيث:
{\displaystyle d_{\mathrm {r} }} : قطر الحلقة
و {\displaystyle d_{\mathrm {D} }} : قطر السلك.
وبافتراض أن طول السلك {\displaystyle l<{\frac {\lambda }{6}}} , ومقاومته k' فتكون القدرة Pgmax :
{\displaystyle P_{\mathrm {gmax} }={\frac {\pi ^{3}nd_{\mathrm {r} }^{3}}{16k'\lambda ^{2}}}*E^{2}}
تقول تلك المعادلات الآتي:
- تزيد مقاومة سلك الهوائي عن مقاومة البث زيادة كبيرة،
- يمكن زيادة القدرة (زيادة الجهد المتولد) بزيادة مساحة حلقة الهوائي،
- عدد اللفات n يحسن القدرة تناسبيا.
- مقاومة العمل تكون صغيرة عندما تكون مساحة الهوائي صغيرة.

لهذا يكون استخدام الهوائي الحلقي لاستقبال التردد المنخفض وعنما تكون شدة المجال عالية
( > 20 μV/m).
وهو لا يصلح بالنسبة للاستخدام في الإرسال حيث أن كفاءته على البث ضعيفة.

## تحديد اتجاه المصدر

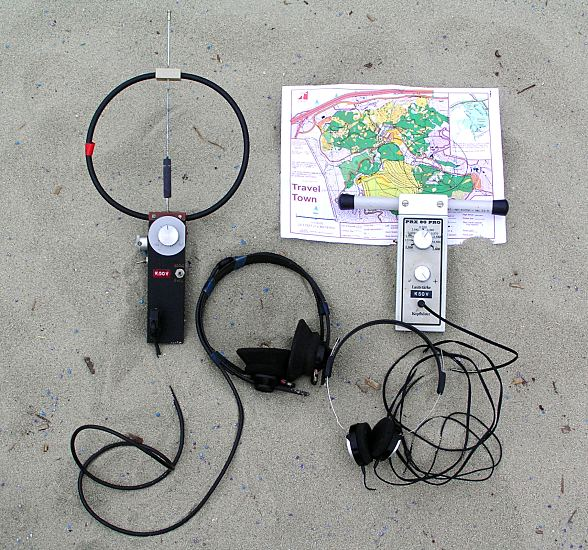
هوائي حلقي، وجهاز استقبال وبعض الأدوات المساعدة للهواة لتعيين اتجاه مصدر الإرسال، لطول موجة 80 متر [تعادل 5و3 ميجاهيرتز].

نظرا لأن استجابة الهوائي الحلقي الصغير تبلغ الصفر عندما يكون مسطح الحلقة متعامدا مع اتجاه قدوم الموجة الكهرومغناطيسية فيستخدم لتعيين اتجاه مصدر إرسال الراديو عند الموجات الطويلة.
تدار الحلقة للبحث عن اتجاه نقطة الصفر. ونظرا لأن نقط لصفر تظهر في مكانين، أمام وخلف الهوائي، فلا بد من استعمال وسيلة أخرى لتعيين أيهما يمثل الاتجاه المضبوط. ومنها طريقة هي استخدام هوائي حلقي ثاني موضوع في مكان آخر، أو إزاحة الهوائي الوحيد لدينا إلى مكان آخر. تقاطع الاتجاهين يحدد اتجاه المصدر.
كما يمكن تعيين اتجاه المصدر باستخدام هوائي ثنائي القطب أو هوائي رأسي إلى جانب الهوائي الحلقي. هوائي ثنائي القطب يرسم «منحنى قلبي» للأشعة المستقبلة ومنه تستخلص الاتجاه التقريبي للمصدر. ثم يشغل الهوائي الحلقي لتعيين الاتجاه بالضبط.

## اقرأ أيضًا
- هوائي
- هوائي حرف تي
- هوائي قفصي
- حوض تأريض
- هوائي ثنائي القطب